# Pierre Humbourg
 (décembre 2015).
Si vous disposez d'ouvrages ou d'articles de référence ou si vous connaissez des sites web de qualité traitant du thème abordé ici, merci de compléter l'article en donnant les références utiles à sa vérifiabilité et en les liant à la section « Notes et références ».
Pierre Humbourg est un journaliste et écrivain français né le 22 décembre 1901 à Senones (Vosges) et mort le 22 août 1969 à Peyrat-le-Château.

## Biographie
Pierre Humbourg est le fils de Paul Adrien Humbourg, capitaine d’infanterie. Il passe son enfance dans le village de Gandelu dans l’Aisne avec son frère André et sa sœur Régine. Son grand-père l’initie à la peinture. Son père meurt au début de la guerre en 1914 à l’âge de 49 ans ; Pierre est envoyé au Prytanée militaire de La Flèche. Il entre, à l’âge de 18 ans, à l’école d’hydrographie de Marseille. Il s’installe dans cette ville deux ans plus tard.

## Œuvres
- Vieux comme le monde, Collection Une œuvre, un portrait
- Vie du Bailli de Suffren, en collaboration avec Philippe Neel, Gallimard, Coll. « Vie des Hommes Illustres »
- Comme la plume au vent, Poème  1922
- Contrôleur de l'ennui, Poème 1925
- Jean Giraudoux, Étude, 1926
- Escale (1927, NRF) Prix Rencontre 1927
- Tous feux éteints, roman, Gallimard, 1928
- L'Homme qui n'a jamais vu le printemps  (ill. Bernard Lamotte), Les Éd. du monde moderne, 1929 (OCLC 799248745).
- Les Sentiers de l'automne (1959, Gallimard)
- Lord Byron et les Femmes (1959, Gallimard)
- Le Prince consort (1958, Gallimard)
- Le Miroir sans tain (1947, Gallimard), prix Cazes, 1947
- Le Bar de minuit passé, Prix Cazes, 1948